# 과천외국어고등학교
과천외국어고등학교 (果川外國語高等學校)는 대한민국 경기도 과천시 중앙동에 있는 사립 외국어고등학교이다.

## 학교 연혁
- 1967년 12월 7일 : 학교법인 문경학원 설립, 설립자 류택희 박사
- 1989년 12월 8일 : 과천외국어학교 18학급 설립인가(일, 중, 불)
- 1990년 3월 5일 : 개교식 및 입학식(초대 류복희 교장 취임)
- 1992년 3월 1일 : 특수목적고등학교 지정(교육부)
- 1993년 2월 9일 : 제1회 졸업식(졸업생 수 250명)
- 1995년 9월 16일 : 학급증설 인가 36학급 인가(중국어 1학급 증설)
- 1996년 9월 10일 : 학교법인 경문학원으로 법인명칭 변경
- 1999년 11월 6일 : 학교법인 영산학원으로 법인명칭 변경
- 2023년 1월 6일 : 제31회 졸업식(졸업생수 221명) 졸업생 총수 11,427명
- 2023년 3월 1일 : 제9대 양낭규 교장 취임

## 설치 학과
- 영어과
- 독일어과
- 프랑스어과
- 중국어과
- 일본어과

## 교가
관악산 기슭에 우뚝 솟은 배움의 터전
우리 모두 다 함께 마음을 갈고 닦아
배우며 익혀온 그 지혜와 정기로
높푸른 큰 뜻을 펼쳐나가자
세계로 웅비하는 대한의 자랑
힘차게 전진하리 과천외국어학교

## 참고 자료
- 과천외국어고등학교 - 한국교육학술정보원 학교알리미